# Чавес, Абрахам
Абрахам Чавес-младший (англ. Abraham Chavez Jr.; 6 марта 1927, Эль-Пасо — 2 мая 2000) — американский дирижёр.
Начал учиться музыке в мексиканском городе Сьюдад-Хуарес у Эдмондо Диегеса (1892—1960), затем, вернувшись в Эль-Пасо, продолжил занятия под руководством местного скрипача Роберта Семона. С 13 лет начал играть в составе Симфонического оркестра Эль-Пасо. В 1945—1947 гг. проходил военную службу в армейском оркестре в Вашингтоне. Вернувшись в Симфонический оркестр Эль-Пасо, в 1949 году занял место концертмейстера. В 1955—1959 гг. учился в Техасском западном колледже, получив в итоге степень бакалавра музыки.
С 1961 года приглашённый профессор Университета Колорадо в Боулдере, затем в 1966—1974 гг. полный профессор и заведующий кафедрой струнных и оркестра, руководитель студенческого оркестра университета. Затем вернулся в Симфонический оркестр Эль-Пасо и в 1975—1992 гг. возглавлял его. Учредил молодёжный оркестр, летние концерты, проводил выступления симфонического оркестра совместно с рок-группами и джазовыми коллективами. Как приглашённый дирижёр выступал с Национальным симфоническим оркестром Мексики (1987, 1988), Гвадалахарским симфоническим оркестром (1989), многочисленными оркестрами США.